# Vulbens
Vulbens este o comună în departamentul Haute-Savoie din sud-estul Franței. În 2009 avea o populație de 930 de locuitori.

## Evoluția populației
| An        | 1975 | 1982 | 1990 | 1999 | 2006 | 2009 |
| --------- | ---- | ---- | ---- | ---- | ---- | ---- |
| Populație | 552  | 667  | 751  | 784  | 839  | 930  |